# 24-я танковая бригада (1-го формирования)
24-я легкотанковая бригада (24-я лтбр) — воинское соединение в автобронетанковых войсках в Вооружённых силах СССР в РККА.

## История
1938 год
26 июля Главный Военный совет Красной Армии Киевский военный округ преобразовал в Киевский Особый военный округ и создал в округе армейские группы. В автобронетанковых войсках проведены перенумерация и переименование соединений и переход их на новые штаты.
31 июля 12-я механизированная бригада стала называться 24-я легкотанковая бригада. Бригада вошла в состав Житомирской армейской группы и находилась в г. Новоград-Волынск.
Бригада вооружена быстроходными лёгкими танками БТ.
1 сентября началась германо-польская война.
С 17 сентября по октябрь 24-я лтбр участвовала в военном походе по освобождению рабочих и крестьян от гнёта капиталистов и помещиков в восточных районах Польши – в Западную Украину в составе Украинского фронта.
24-я лтбр вошла в состав Волочиской армейской группы Украинского фронта. В танковых батальонах она на 17 сентября имела 237 лёгких танков. Командир бригады полковник П. С. Фотченков.
Волочиская группа в составе 3-й, 5-й и 14-й кавалерийских дивизий, 96-й и 97-й стрелковых дивизий, 24-й, 38-й танковых бригад, 269-го корпусных артполка сосредоточилась в районе Волочиск, Соломна, Чёрный остров. Командующий группой — командующий Винницкой армейской группой комкор Ф. И. Голиков.
С 24 сентября 24-я лтбр в составе Восточной армейской группы.
С 28 сентября 24-я лтбр в составе 6-й армии. Штаб армии в г. Львове.
После окончания похода бригада в октябре разместилась во Львове.
1940 год
В июне в КОВО начались организационные мероприятия по формированию механизированных корпусов. 24-я лтбр выделена для формирования 8-й танковой дивизии 4-го механизированного корпуса.
4 июня. Командиром 8-й тд назначен комдив Николай Владимирович Фекленко.
9 июня Военные советы КОВО и ОдВО на основании директив наркома обороны ОУ/583 и ОУ/584, соответственно, приступили к подготовке военной операции. По этой причине все начатые организационные мероприятия в КОВО прекращались.
6 июля Постановлением Совета Народных Комиссаров Союза ССР  № 1193-464 сс 
утверждена организация механизированного корпуса, в котором были две танковые дивизии.
7 июля. Срок окончания формирования 4-го механизированного корпуса, в состав которого входила 8-я тд, Наркомом обороны СССР был перенесён на 9 августа.
8 июля 24-я лтбр, дислоцировавшаяся в г. Львове, начинает переформировываться в 8-ю танковую дивизию в районе Карлув, Снятын. Командир 8-й танковой дивизии комдив Н.В. Фекленко. В/ч 5427. Управление бригады стало основой управления дивизии. На формирование танковых полков дивизии были обращены танковые батальоны 24-й лтбр и 51-й и 54-й танковые батальоны 10-й тяжёлой танковой бригады. 8-й гаубичный артиллерийский полк формировался из 220-го гаубичного артполка 7-й стрелковой дивизии. 11-й мотострелковый полк формировался из 608-го стрелкового полка 146-й сд. В 8-й отдельный зенитно-артиллерийский дивизион был переформирован 269-й отдельный зенитно-артиллерийский дивизион 49-го ск.
9 июля было расформировано управление Южного фронта, который выполнил задачу по освобождению рабочих и крестьян от гнёта капиталистов и помещиков в Бессарабии, оккупированной Румынией.
11 июля командиром 8-й тд назначен полковник П.С. Фотченков. Комдив Н. В. Фекленко должен был сдать должность.
15 июля. 8-я танковая дивизия сформирована к 15 июля в районе Карлув, Снятын и в этот день началось её перемещение к месту постоянной дислокации в г.Львов.
19 июля. Командир 8-й тд комдив Н. В. Фекленко сдал должность полковнику П. С. Фотченкову.
20 июля. 8-я тд прибыла в место постоянной дислокации г. Львов. До 20 июля помощником командира 24-й лтбр по строевой части был полковник Георгий Иванович Ермолаев, Г. И. Ермолаев назначен командиром 16-го танкового полка 8-й танковой дивизии, помощником командира бригады по технической части - майор Иван Владимирович Терлянский, начальником штаба бригады полковник Василий Павлович Дубянский.

## Полное название
24-я легкотанковая бригада

## Подчинение
- 31.07-17.09.1939: Житомирская армейская группа, Киевский Особый военный округ
- 17-24.09.1939: Волочиская армейская группа, Украинский фронт
- 24-28.09.1939: Восточной армейской группы, Украинский фронт
- 28 сентября-октябрь 1939: 6-я армия, Украинский фронт
- октябрь 1939-июль 1940: 6-я армия, КОВО, бригада стала основой 8-й тд 4-го мк КОВО

## Командование
- Командир бригады Пётр Семёнович Фотченков, полковник (в 1939 – до июля 1940).
- Помощник командира бригады по строевой части - полковник Георгий Иванович Ермолаев до 20.07.1940.
- Военный комиссар бригады, замполит - полковой комиссар Василий Иванович Черешнюк (в 1938), полковой комиссар Макаров (в сентябре 1939, до 3.06.1940).
- Помощник командира бригады по технической части - майор Иван Владимирович Терлянский до 20.07.1940.
- Начальник штаба бригады полковник Фёдор Григорьевич Катков (в 1938), полковник Василий Павлович Дубянский до 20.07.1940.
- Помощник командира бригады по хозяйственной части - майор Даниил Никитович Белый (в 1938), майор Алексей Артемьевич Богданов до 19.07.1940.
- Помощник начальника штаба бригады майор Дмитрий Хрисанфович Черниенко до 19.07.1940.
- Начальник оперативной части штаба майор Виктор Васильевич Коротков до 19.07.1940.
- Начальник разведывательной части штаба капитан Василий Петрович Ботылев до 19.07.40.
- Начальник части связи штаба капитан Василий Кузьмич Шабалин до 19.07.1940.
- Начальник строевой части штаба старший лейтенант Пётр Яковлевич Стасюк до 19.07.1940.
- Начальник артиллерии майор Александр Михайлович Елизаров до 19.07.1940.
- Начальник инженерной службы майор Николай Антонович Скоринко до 19.07.1940.
- Начальник химической службы майор Михаил Александрович Померанцев (в 1938 г.), майор Георгий Григорьевич Трапезников до 19.07.1940.
- Начальник снабжения майор Михаил Иванович Жеглов до 19.07.1940.
- Начальник политотдела полковой комиссар Дмитрий Гаврилович Каменев (до 11.04.1939),батальонный комиссар Иван Алексеевич Подпоринов (25.04.1939-3.06.1940)
- Командир 101-го отдельного танкового батальона капитан Кирилл Дмитриевич Акименко до 19.07.1940. Военный комиссар старший политрук, с 11.02.1940 г. батальонный комиссар Семён Лазаревич Рудник.
- Командир 102-го отб майор Николай Иванович Богодист до 19.07.1940.
- Командир 106-го отб майор Василий Сергеевич Агафонов до 19.07.1940.
- Командир 117-го отдельного учебного танкового батальона капитан Юрий Иванович Арестович до 19.07.1940.
- Командир 218-го отдельного разведывательного батальона капитан Александр Васильевич Егоров (май-19.07.1940). Военком старший политрук, с 11.02.1940  батальонный комиссар Борис Геннадьевич Снедков.
- Командир 338-го автотранспортного батальона капитан Антон Игнатьевич Кучер до 19.07.1940.
- Командир 43-й отдельной сапёрной роты капитан Константин Максимович Баландин до 19.07.1940.
- Командир 263-го ремонтно-восстановительного батальона майор Иван Данилович Попугин до 19.07.1940.

## Состав
На 31.07.1938:
- управление бригады
- 101 отдельный танковый батальон
- 102 отдельный танковый батальон
- 106 отдельный танковый батальон
- 117 отдельный учебный танковый батальон
- 218 отдельный разведывательный батальон
- 338 автотранспортный батальон
- 43 отдельная сапёрная рота
- 263 ремонтно-восстановительный батальон